# Vlaamse verkiezingen 2014/Kandidatenlijsten/N-VA
Dit zijn de kandidatenlijsten van N-VA voor de Vlaamse verkiezingen van 2014. De verkozenen staan vetgedrukt.

## Antwerpen

### Effectieven
1. Liesbeth Homans
2. Kris Van Dijck
3. Annick De Ridder
4. Marc Hendrickx
5. Paul Van Miert
6. Manuela Van Werde
7. Herman Wynants
8. Kathleen Krekels
9. Peter Wouters
10. Jan Van Esbroeck
11. Sofie Joosen
12. Goedele Vermeiren
13. Dorien Cuylaerts
14. Koen Palinckx
15. Geert Antonio
16. Geert Van Laer
17. Tine Van Der Vloet
18. Eddy Bevers
19. Inge Van Camp
20. Elke Brydenbach
21. Melikan Kucam
22. Iefke Hendrickx
23. Eric Van Meensel
24. Wendy Simons
25. Katleen Jorissen-Vantyghem
26. Dirk Smout
27. Heidi Willems
28. Alice Bruno
29. Kathleen Laverge
30. Koen Van Putte
31. Kristof Joos
32. Ludo Van Campenhout
33. Philippe Muyters

### Opvolgers
1. Vera Celis
2. Jan Hofkens
3. Dave Van Oosterwyck
4. Paul Cordy
5. Ingrid Van Genechten
6. Ken Casier
7. Katelijne Weyns
8. Fatima Talhaoui
9. Michel Jansen
10. Veerle Nuyts
11. Katy Mariens
12. Dominick Rediers
13. Anja Rens
14. Kristel Somers
15. Staf Mattheus
16. Frank Boogaerts

## Brussels Hoofdstedelijk Gewest

### Effectieven
1. Karl Vanlouwe
2. Sara Rampelberg
3. Benjamin Muylaert-Gelein
4. Katia Mauricio Soares
5. Maarten Bijnens
6. Magda Debrouwer

### Opvolgers
1. Lieven Tack
2. Rachel Vander Mosen
3. Jan Khan
4. Berlinda Temmerman-Heymans
5. Cindy Van Den Bosch
6. Herman Muylaert

## Limburg

### Effectieven
1. Jan Peumans
2. Lies Jans
3. Grete Remen
4. Jos Lantmeeters
5. Jelle Engelbosch
6. Walter Bollen
7. Katja Verheyen
8. Anita Dekkers
9. Mark Vanherf
10. Bianca Maas
11. Rik Kriekels
12. Frieda Neyens
13. Ann Leyssens
14. Greet Schoofs
15. Bert Lambrechts
16. Huub Broers

### Opvolgers
1. Andy Pieters
2. Rita Moors
3. Jessie De Weyer
4. Mario Klinkenberg
5. Natascha Wendelen
6. Niels Van Eygen
7. Joke Driessen
8. Johan Pauly
9. Valérie Van Gastel
10. Wim Lambrechts
11. Katrien Caers
12. Luc Dullaers
13. Joske Dybajlo-Dexters
14. Erik Van Berne
15. Sabrina Cavalière
16. Guy Thys

## Oost-Vlaanderen

### Effectieven
1. Matthias Diependaele
2. Elke Sleurs
3. Andries Gryffroy
4. Marius Meremans
5. Karim Van Overmeire
6. Ingeborg De Meulemeester
7. Sabine Vermeulen
8. Miranda Van Eetvelde
9. Joeri De Maertelaere
10. Wim Vandevelde
11. Lieve Truyman
12. Jeroen Verhoeven
13. John De Vlaminck
14. Kristof Verbeeck
15. An Vervliet
16. Peter Draulans
17. Sofie Hoefman
18. Ilse Roggeman
19. Carine Goemaere
20. Farah Vansteenbrugge
21. Tomas Roggeman
22. Sofie Vermeersch
23. Matthias De Ridder
24. Sabina De Craecker
25. Marleen De Reycke-Van De Populiere
26. Jean-Paul De Corte
27. Lieven Dehandschutter

### Opvolgers
1. Koen Daniëls
2. Caroline Croo
3. Ellen Van Orshaegen
4. Bassie Vandenhove
5. Jan Pauwels
6. Hilde Van Doorsselaere
7. Maxime Callaert
8. Koen Dewaele
9. Matthijs Pietrala
10. Marike Godefroit
11. Gerda Van Den Bulcke
12. Ward Vranken
13. An Geerinck
14. Hilde Raman
15. Karlijn Deene
16. Ferry Comhair

## Vlaams-Brabant

### Effectieven
1. Ben Weyts
2. Nadia Sminate
3. Piet De Bruyn
4. Lorin Parys
5. Lieve Maes
6. Bart Nevens
7. Dirk Brankaer
8. Veerle Geerinckx
9. Peter Verbiest
10. Katleen D'Haese
11. Ine Tombeur
12. Hilde Heens
13. Geert De Cuyper
14. Joke Ots
15. Inge Anno
16. Geert Faes
17. Karen Van Herck
18. Jan Anciaux
19. Jeroen Overmeer
20. Willy Segers

### Opvolgers
1. Peter Persyn
2. Elke Wouters
3. Bruno Stoffels
4. Niels Willems
5. Marleen De Kegel
6. Liselore Fuchs
7. Kristoff Hemelinckx
8. Helga Delvaux
9. Agnes Delcourt
10. Katrien Stroobants
11. Wim Peeters
12. Berdien Van Den Abeele
13. Jonas De Boeck
14. Alexander Binon
15. Jan Couck
16. Linda De Dobbeleer-Van den Eede

## West-Vlaanderen

### Effectieven
1. Geert Bourgeois
2. Ann Soete
3. Wilfried Vandaele
4. Axel Ronse
5. Cathy Coudyser
6. Björn Anseeuw
7. Danielle Godderis-T'Jonck
8. Sigrid Vandenbulcke
9. Ellen De Brabander
10. Heidi Vandenbroeke
11. Koen Coupillie
12. Machteld Vanhee
13. Eva Ryde
14. Arnold Seynnaeve
15. Geert Van Tieghem
16. Siska Rommel
17. Dirk Kesteloot
18. Carla Adams
19. Bram Deloof
20. Isabel Desoete
21. Johan Rollez
22. Kristof Pillaert

### Opvolgers
1. Bert Maertens
2. Kelly Detaevernier
3. Martine Bruggeman
4. Cindy Verbrugge
5. Etienne Cloet
6. Jan Rosseel
7. Charlotte Vandewalle
8. Freddy Declerck
9. Nicolas Verlinde
10. Veronique Declerck
11. Karien Vanthuyne
12. Hilde Poignie-Van Huylenbrouck
13. Michiel Vandewalle
14. Ann De Wispelaere-Allemeersch
15. Rik Buyse
16. Nikolaas Bourgeois